# Валле-д'Аоста
Ва́лле-д'Ао́ста, Балле́-д'Ост (фр. Vallée d'Aoste [vale dɔst]; італ. Valle d'Aosta [ˈvalle daˈɔsta]; арп. Val d'Aoûta) — гірська автономна область в Італії (одна з п'яти автономних областей країни), не має розподілу на провінції.
Площа 3263 км², населення 128 695 осіб (2012). Столиця — Аоста.
Найбільша річка: Дора-Бальтеа (італ. Dora Baltea, фр. Doire Baltée) (160 км).
Найвищі гори: Монблан (4810 м), Монте-Роза (Дюфур) (4634 м), Маттергорн (4478 м), Гран-Парадізо (4061 м).

Національний парк Гран-Парадізо. Регіональний природний парк Монт-Авік.
Пам'ятки історії й культури: Арка Авґуста, кафедральний собор святого Урса, римський театр (всі — Аоста), Фенісский замок.
Типова страва — фондю (розплавлена суміш сиру фонтіна з молоком, яйцями, маслом та сіллю).

Типові вина — Доннас (фр. Donnas), Анфер д'Арв'є (фр. Enfer d'Arvier).

## Нотатки
1. ↑  Якщо вимовляти аост. фр.[en]; [vale daɔst] якщо вимовляти стандартною французькою[en][1]. Також неофіційно відома як Val d'Aoste або Val d'Aosta французькою та італійською відповідно.
2. ↑  вальз. Augschtalann або Ougstalland; п'єм. Val d'Osta.